# 奧克沙帕爾卡山
9°24′30″S 77°26′5″W / 9.40833°S 77.43472°W

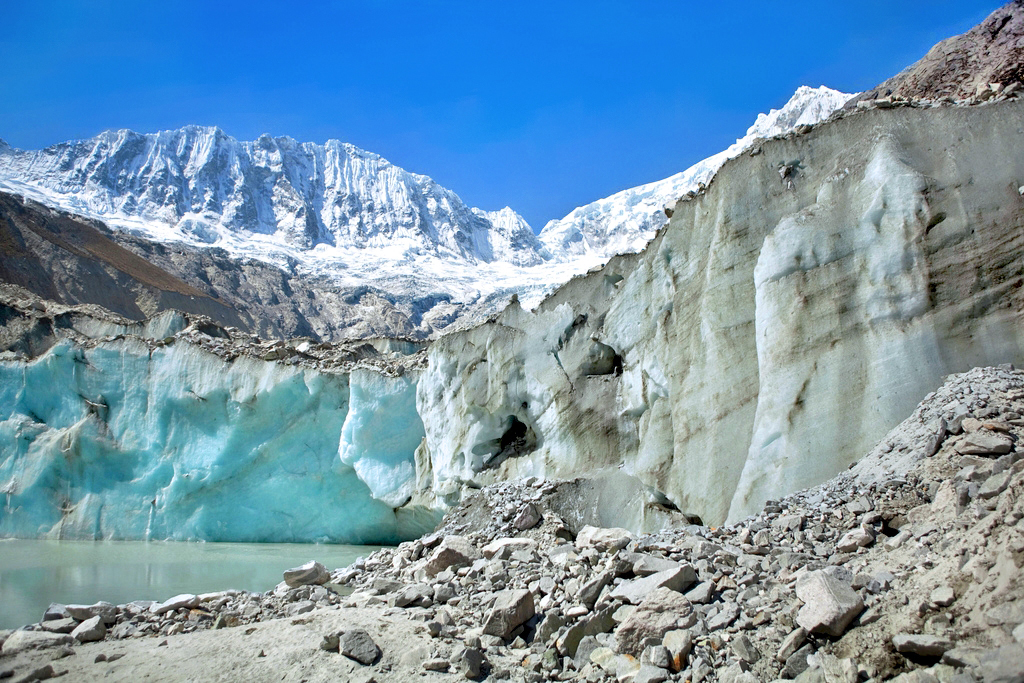

奧克沙帕爾卡山（西班牙語：Ocshapalca），是秘魯的山峰，位於該國北部安卡什大區，屬於安第斯山脈中布蘭卡山脈的一部分，海拔高度5,888米，人類在1965年首次登頂。